# Anton Corbijn
Anton Corbijn, nome completo Anton Johannes Gerrit Corbijn van Willenswaard (Strijen, 20 maggio 1955), è un fotografo e regista olandese.

## Biografia
Corbijn nasce nel 1955 a Strijen, nei Paesi Bassi. Affascinato dal mondo musicale, nel 1972, assistendo a un concerto dal vivo scatta le sue prime fotografie. Nel 1979, per amore della musica, decide di trasferirsi a Londra ed entra in contatto con le band ed il sound più originale del momento. Dopo il 1985 fotografa prevalentemente personaggi del mondo dello spettacolo per numerose riviste (tra cui Vogue, Rolling Stone, Details, Harper's Bazaar, Elle, Glamour e Max). Celebri i suoi ritratti di musicisti e attori (Joy Division, Tom Waits, Depeche Mode, U2, R.E.M., John Lee Hooker, Bryan Ferry, Rolling Stones, Frankie Goes To Hollywood, Nick Cave, ecc.).
In tal periodo inizia a girare come regista i suoi primi videoclip (a tutt'oggi oltre 60) per gli artisti più disparati (David Sylvian, Coldplay, Depeche Mode, New Order, Nirvana, Red Hot Chili Peppers, Joni Mitchell, Front 242, Henry Rollins, Metallica, Naomi Campbell, U2, Nick Cave). Nel 1994 viene premiato con un MTV Video Music Award per il video del brano dei Nirvana Heart Shaped Box e vince il Dutch Photography Award.
Nel 2007 esce il suo primo film, Control, biografia di Ian Curtis, cantante dei Joy Division, che ottiene un buon riscontro al Festival di Cannes. Nel 2009 collabora ancora con gli U2 dando alla luce il film del loro album No Line on the Horizon intitolato Linear, distribuito con lo stesso album o in download digitale. Nel 2010 ritorna al cinema con The American interpretato da George Clooney e Violante Placido. Nel 2012 il regista olandese Klaartje Quirijns offre un ritratto intimo e personale dell'artista in un documentario dal titolo Anton Corbijn Inside Out. Nel 2021 collabora con il ballerino Sergej Polunin.

## Filmografia
- Control (2007)
- Linear (2009)
- The American (2010)
- La spia - A Most Wanted Man (A Most Wanted Man) (2014)
- Life (2015)
- Depeche Mode: Spirits in the Forest (2019) - documentario

## Opere
- Famouz (1989)
- Strangers (1990)
- Allegro (1991)
- Grönemeyer, Photographien von Anton Corbijn (1993)
- Star Trak (1996)
- 33 Still Lives (1999)
- Stripping Girls (2000, con Marlene Dumas)
- Werk (2000)
- A. Somebody, Strijen, Holland (2002)
- Everybody Hurts (2003)
- U2 & I (2005)
- In Control (2008)
- Inside The American (2010)
- Inwards and Onwards (2011)
- Waits (2012)

## Videoclip
| Anno | Titolo                                             | Artista                         | Album                                                        |
| ---- | -------------------------------------------------- | ------------------------------- | ------------------------------------------------------------ |
| 1983 | Hockey                                             | Palais Schaumburg               | Singolo                                                      |
| 1984 | Beat Box                                           | Art of Noise                    | Who's Afraid of the Art of Noise?                            |
| 1984 | Dr. Mabuse                                         | Propaganda                      | Singolo                                                      |
| 1984 | Red Guitar                                         | David Sylvian                   | Brilliant Trees                                              |
| 1984 | The Ink in the Well                                | David Sylvian                   | Brilliant Trees                                              |
| 1984 | Seven Seas                                         | Echo & the Bunnymen             | Ocean Rain                                                   |
| 1984 | Pride (In the Name of Love) (terza versione)       | U2                              | The Unforgettable Fire                                       |
| 1985 | Bring On the Dancing Horses                        | Echo & the Bunnymen             | Singolo                                                      |
|      | Russians                                           | Sting                           | The Dream of the Blue Turtles                                |
| 1986 | Quiet Eyes                                         | Golden Earring                  | The Hole                                                     |
| 1986 | A Question of Time                                 | Depeche Mode                    | Black Celebration                                            |
| 1987 | Bedbugs and Ballyhoo                               | Echo & the Bunnymen             | Echo & the Bunnymen                                          |
| 1987 | Lips Like Sugar (first version)                    | Echo & the Bunnymen             | Echo & the Bunnymen                                          |
| 1987 | The Game                                           | Echo & the Bunnymen             | Echo & the Bunnymen                                          |
| 1987 | Strangelove                                        | Depeche Mode                    | Music for the Masses                                         |
| 1987 | Pimpf                                              | Depeche Mode                    | Music for the Masses                                         |
| 1987 | Never Let Me Down Again                            | Depeche Mode                    | Music for the Masses                                         |
| 1987 | Behind the Wheel                                   | Depeche Mode                    | Music for the Masses                                         |
| 1987 | Blueprint                                          | Rainbirds                       | Singolo                                                      |
| 1988 | Welcome to Paradise                                | Front 242                       | Front by Front                                               |
| 1988 | Headhunter                                         | Front 242                       | Front by Front                                               |
| 1988 | My Secret Place                                    | Joni Mitchell con Peter Gabriel | Chalk Mark in a Rain Storm                                   |
| 1988 | Atmosphere                                         | Joy Division                    | Singolo                                                      |
| 1989 | Faith and Healing                                  | Ian McCulloch                   | Candleland                                                   |
| 1989 | Sea of Time                                        | Rainbirds                       | Call Me Easy, Say I'm Strong, Love Me My Way, It Ain't Wrong |
| 1989 | White City of Light                                | Rainbirds                       | Call Me Easy, Say I'm Strong, Love Me My Way, It Ain't Wrong |
| 1989 | Personal Jesus                                     | Depeche Mode                    | Violator                                                     |
| 1990 | Killer Wolf                                        | Danzig                          | Danzig II: Lucifuge                                          |
| 1990 | Enjoy the Silence                                  | Depeche Mode                    | Violator                                                     |
| 1990 | Policy of Truth                                    | Depeche Mode                    | Violator                                                     |
| 1990 | World in My Eyes                                   | Depeche Mode                    | Violator                                                     |
| 1990 | Clean                                              | Depeche Mode                    | Violator                                                     |
| 1990 | Halo                                               | Depeche Mode                    | Violator                                                     |
| 1991 | May This Be Your Last Sorrow                       | Banderas                        | Singolo                                                      |
| 1991 | Marie                                              | Herbert Grönemeyer              | Luxus                                                        |
| 1991 | Two Faces                                          | Rainbirds                       | Two Faces                                                    |
| 1991 | Tragedy (For You)                                  | Front 242                       | Singolo                                                      |
| 1992 | Hail Hail Rock 'n' Roll                            | Garland Jeffreys                | Don't Call Me Buckwheat                                      |
| 1992 | Lover Lover Lover                                  | Ian McCulloch                   | Mysterio                                                     |
| 1992 | One (prima versione/Berlino)                       | U2                              | Achtung Baby                                                 |
| 1992 | Straight To You                                    | Nick Cave and the Bad Seeds     | Henry's Dream                                                |
| 1992 | Dirty Black Summer                                 | Danzig                          | Danzig III: How the Gods Kill                                |
| 1992 | Do I Have to Say the Words?                        | Bryan Adams                     | Waking Up the Neighbours                                     |
| 1993 | I Feel You                                         | Depeche Mode                    | Songs of Faith and Devotion                                  |
| 1993 | Walking in My Shoes                                | Depeche Mode                    | Songs of Faith and Devotion                                  |
| 1993 | Condemnation (prima versione)                      | Depeche Mode                    | Songs of Faith and Devotion                                  |
| 1993 | Heart-Shaped Box                                   | Nirvana                         | In Utero                                                     |
| 1994 | Delia's Gone                                       | Johnny Cash                     | American Recordings                                          |
| 1994 | Mockingbirds                                       | Grant Lee Buffalo               | Mighty Joe Moon                                              |
| 1994 | In Your Room                                       | Depeche Mode                    | Songs of Faith and Devotion                                  |
| 1994 | Liar                                               | Henry Rollins                   |                                                              |
| 1994 | Love & Tears                                       | Naomi Campbell                  | Baby Woman                                                   |
| 1995 | Have You Ever Really Loved A Woman?                | Bryan Adams                     | Don Juan De Marco - Maestro d'amore                          |
| 1995 | My Friends (prima versione)                        | Red Hot Chili Peppers           | One Hot Minute                                               |
| 1996 | Hero of the Day                                    | Metallica                       | Load                                                         |
| 1996 | Mama Said                                          | Metallica                       | Load                                                         |
| 1997 | Barrel of a Gun                                    | Depeche Mode                    | Ultra                                                        |
| 1997 | It's No Good                                       | Depeche Mode                    | Ultra                                                        |
| 1997 | Useless                                            | Depeche Mode                    | Ultra                                                        |
| 1997 | Please (prima versione)                            | U2                              | Pop                                                          |
| 1998 | Bleibt Alles Anders                                | Herbert Grönemeyer              | Bleibt alles anders                                          |
| 1998 | Fanatisch                                          | Herbert Grönemeyer              | Bleibt alles anders                                          |
| 1998 | Goddess on a Hiway (seconda versione)              | Mercury Rev                     | Deserter's Songs                                             |
| 1999 | Stars                                              | Roxette                         | Have a Nice Day                                              |
| 1999 | Salvation                                          | Roxette                         | Have a Nice Day                                              |
| 1999 | Opus 40 (prima versione)                           | Mercury Rev                     | Deserter's Songs                                             |
| 2000 | Chemical (prima versione)                          | Joseph Arthur                   | Come to Where I'm From                                       |
| 2000 | In The Sun                                         | Joseph Arthur                   | Come to Where I'm From                                       |
| 2001 | Invalid Litter Dept.                               | At the Drive-In                 | Relationship of Command                                      |
| 2001 | Freelove (seconda versione)                        | Depeche Mode                    | Exciter                                                      |
| 2002 | Mensch                                             | Herbert Grönemeyer              | Mensch                                                       |
| 2002 | Electrical Storm                                   | U2                              | Singolo                                                      |
| 2003 | Re-Offender                                        | Travis                          | 12 Memories                                                  |
| 2003 | Zum Meer                                           | Herbert Grönemeyer              | Mensch                                                       |
| 2005 | All These Things That I've Done (seconda versione) | The Killers                     | Hot Fuss                                                     |
| 2005 | Talk                                               | Coldplay                        | X&Y                                                          |
| 2005 | Suffer Well                                        | Depeche Mode                    | Playing the Angel                                            |
| 2007 | En händig man                                      | Per Gessle                      | En händig man                                                |
| 2008 | Viva la vida (seconda versione)                    | Coldplay                        | Viva la vida or Death and All His Friends                    |
| 2013 | Should Be Higher                                   | Depeche Mode                    | Delta Machine                                                |
| 2013 | Reflektor                                          | Arcade Fire                     | Reflektor                                                    |
| 2017 | Where's the Revolution                             | Depeche Mode                    | Spirit                                                       |
| 2017 | Cover Me                                           | Depeche Mode                    | Spirit                                                       |

## Esposizioni collettive
2006
- Portraits - The view behind the make-up, Galerie Anita Beckers, Frankfurt (Germany)
- Good Vibrations: le arti visive e il rock, Palazzo delle Papesse, Siena (Italia)
- Arte Fiera, LipanjePuntin artecontemporanea, Bologna (Italia)
- Sound & Vision, Palazzo della Penna, Perugia (Italia)
- MiArt, LipanjePuntin artecontemporanea, Milano (Italia)

2005
- Smile away the parties and champagne, Gemeentemuseum, Helmond (The Netherlands)
- Arte Fiera, LipanjePuntin artecontemporanea, Bologna (Italia)
- Oog en oog, Groninger Museum, Groninga (The Netherlands)

2004
- Arte Fiera, LipanjePuntin artecontemporanea, Bologna (Italia)
- Arco, LipanjePuntin artecontemporanea, Madrid (Spain)
- VIDEO - Die Bildsprache des 21 Jahrhunderts, NRW-Forum, Düsseldorf (Germany)
- Vier eeuwen roken in de kunst, Kunsthal, Rotterdam (The Netherlands)
- Focus Faces, Galerie Monika Mohr, Hamburg (Germany)

2003
- ARCO, LipanjePuntin artecontemporanea, Madrid (Spain)
- MiArt, LipanjePuntin artecontemporanea, Milano (Italia)
- Melting Pop, Palazzo delle Papesse, Siena (Italia)
- Galerie Clairefontaine, Luxemburg (Luxenburg)
- Not Ordinary People, Galleria In Arco, Torino (Italia)
- Arte Fiera, LipanjePuntin artecontemporanea, Bologna (Italia)
- James Nicholson Gallery, San Francisco (USA)
- Face to Face, Galerie der Stadt Stuttgart, Stuttgart (Germany)
- Zeno X Anniversary Show, Zeno X, Antwerp (Belgium)
- Style of Life, Naarden Photofestival, Naarden (The Netherlands)
- Guided by Heroes, Kunstzentrum Z33, Hasselt (The Netherlands)
- Photography in Advertising, Malmö (Sweden)

2002
- MiArt, LipanjePuntin artecontemporanea, Milano (Italia)
- Artissima, LipanjePuntin artecontemporanea, Torino (Italia)
- Arco, LipanjePuntin artecontemporanea, Madrid (Spain)
- Arte Fiera, LipanjePuntin artecontemporanea, Bologna (Italia)

2001
- Art Cologne, LipanjePuntin artecontemporanea, Köln (Germany)
- Arco, LipanjePuntin artecontemporanea, Madrid (Spain)
- Arte Fiera, LipanjePuntin artecontemporanea, Bologna (Italia)
- MiArt, LipanjePuntin artecontemporanea, Milano (Italia)
- Artissima, LipanjePuntin artecontemporanea, Torino (Italia)

2000
- Art Brussels, LipanjePuntin artecontemporanea, Brussels (Belgium)
- Supermodel: Identity and Transformation, LipanjePuntin artecontemporanea, Trieste (Italia)
- Art Cologne, LipanjePuntin and Torch Gallery, Köln (Germany)
- Still in Motion, Palazzo Frisacco, Tolmezzo (Udine) (Italia)
- Arte Fiera, LipanjePuntin artecontemporanea, Bologna (Italia)

1999
- Art Chicago, David Beitzel Gallery, Chicago (Usa)
- Kunsthalle Bremen, Bremen (Germany)
- Art Cologne, LipanjePuntin and Torch Gallery, Köln (Germany)
- Art Fair Stockholm, Gallery Magnus Aklundh, Stockholm (Sweden)
- San Francisco Art Fair, David Beitzel Gallery, San Francisco (Usa)

1998
- 50 Years STERN, Hamburg (Germany)
- Kunstral / Art Amsterdam, Torch gallery, Amsterdam (The Netherlands)
- Art Cologne, Torch Gallery, Köln (Germany)
- Gramercy Art Fair, Torch Gallery, New York (Usa)
- Art 29 Basel, Torch Gallery, Basel (Switzerland)
- 50 Years STERN, Fotokino, Köln (Germany)

1997
- Arte Fiera, Galerie Polhammer, Bologna (Italia)
- Fotoos, Yokohama (Japan)
- Fotoos, Atrium, Fuknoka (Japan)
- Exponera Photofair, Gothenburg (Sweden)
- Exponera, YFO, Stockholm (Sweden)
- Exponera, Warehause, Malmo (Sweden)
- Smart Show, Torch Gallery, Amsterdam (Usa)
- Art Fair Stockholm, Galerie Magnus Aklundh, Stockholm (Sweden)
- Fotoos, Gemeentemuseum Helmond, Helmond (The Netherlands)

1996
- The Cool and the Crazy Images of Punk, Govinda Gallery, Washington (Usa)

1994
- Stedelijk Museum, Amsterdam (The Netherlands)
- Anton Corbijn - Selected Solo Exhibitions

## Esposizioni individuali
2006
- U2&i, LipanjePuntin artecontemporanea, Trieste (Italia)

2005
- Anton Corbijn. U2&i, C/O, Berlin (Germany)
- U2&i, Torch, Amsterdam (The Netherlands)
- U2&i, Schirmer/Mosel Showroom, Munich (Germany)
- 22:U2, Michael Hoppen Gallery, London (United Kingdom)
- U2&i, Stellan Holm Gallery, New York (USA)
- Herman Brood, Fotomuseum, Antwerp (Belgium)
- Mortals, Arsenal Exhibition Halls, Riga (Republic of Latvia)
- Mortals, Fotomuseum, Antwerp (Belgium)
- U2&i, LipanjePuntin artecontemporanea, Roma (Italia)
- Stroganov Palace, St. Petersburg (Russia)

2004
- Mortals, Fotokina, Cologne (Germany)
- Werk, Photogalerie 94 c/o Kunstraum Baden, Baden (Switzerland)
- Fotomuseum, Antwerp (Belgium)
- Anton Corbijn, Palazzo Fortuny, Venezia (Italia)

2003
- Star Trak, Galerie Monika Mohr, Hamburg (Germany)
- A. somebody, strijen, holland, LipanjePuntin artecontemporanea, Trieste (Italia)
- Anton Corbijn, Galleria d'Arte Moderna, Bologna (Italia)
- everybody hurts, Kunsthalle Göppingen, Göppingen (Germany)
- Dogenhaus Galerie, Leipzig (Germany)
- A. somebody, strijen, holland, Galerie Anita Beckers, Frankfurt (Germany)
- Everybody Hurts, Kestner Gesellschaft, Hannover (Germany)
- Mortalis, GEM, Den Haag (The Netherlands)
- Galerie Camera Work, Hamburg (Germany)

2002
- Lithprints, Camera Works, Berlin (Germany)
- Leica Gallery, Prague (Czech Republic)
- WERK, Regional Museum, Kristianstad (Sweden)
- A. somebody, strijen, holland, Torch Gallery, Amsterdam (The Netherlands)
- Herman Brood - Anton Corbijn, COBRA Museum, Amstelveen (The Netherlands)
- Mortals, Øksnehallen, Copenaghen (Denmark)
- Anton Corbijn, Futurshow, Bologna (Italia)
- Mortals, Museum Sundsvall, Sundsvall (Sweden)
- A. somebody, strijen, holland, Galerie Mosel & Tschechow, Munic (Germany)
- A. somebody, strijen, holland, Galerie Anita Beckers, Frankfurt (Germany)
- A. somebody, strijen, holland, Magnus Aklundh Galleri, Malmö (Sweden)
- A. somebody, strijen, holland, Gemeentehuis Strijen, Strijen (The Netherlands)
- Mortals, Kulturhuset Stockholm, Stockholm (Sweden)
- A. somebody, strijen, holland, Richard Goodall Gallery, Manchester (United Kingdom)

2001
- Strippinggirls, LipanjePuntin artecontemporanea, Trieste (Italia)
- Strippinggirls (with Marlene Dumas), Institut Néerlandais, Paris (France)
- Museum Dresden, Dresden (Germany)
- Müncher Stadtmuseum, Munich (Germany)
- Anton Corbijn, NRW, Düsseldorf (Germany)
- Govinda Gallery, Washington (Usa)
- Casa de Vacas, Madrid (Spain)
- Galeria Valle Quintana, Madrid (Spain)

2000
- Torch Gallery, Amsterdam (The Netherlands)
- Oksnehallen, Copenaghen (Denmark)
- Werk, Groninger Museum, Groningen (The Netherlands)
- Strippinggirls (with Marlene Dumas), Theatermuseum, Amsterdam (The Netherlands)
- Galerie Almine Rech, Paris (France)
- Richard Goodall Gallery, Manchester (UK)
- Strippinggirls (with Marlene Dumas), S.M.A.K., Gent (Belgium)
- Museum Bochum, Bochum (Germany)

1999
- Galerie Anita Beckers, Frankfurt (Germany)
- Still Lives, LipanjePuntin artecontemporanea, Trieste (Italia)
- Galerie Almine Rech, Paris (France)
- Outdoor Images, Temple Bar Propereties, Dublin (Ireland)
- David Beitzel Gallery, New York (Usa)
- Gallery Magnus Aklundh, Lund (Sweden)

1998
- Dum umeni mesta Brna, Brno (Republic of Slovakia)
- DG Bank, Frankfurt (Germany)

1997
- Kunstverein Arnsberg, Arnsberg (Germany)
- Exponera, Warehause, Oslo (Norway)
- Castello di Rivoli, Torino (Italia)
- Fahey Klein Gallery, Los Angeles (Usa)
- Galerie Mosel & Tschechow, Munich (Germany)
- Galerie Anita Beckers, Darmstadt (Germany)

1996
- Galerie Anita Beckers, Darmstadt (Germany)
- Deichtorhallen, Hamburg (Germany)
- Star Track, Torch Gallery, Amsterdam (The Netherlands)
- Beursschouwburg, Brussels (Belgium)
- Zeno X Galerie, Antwerp (Belgium)

1994
- Kunsthal, Rotterdam (The Netherlands)